# Wapenstilstand van Villafranca
De Wapenstilstand van Villafranca werd ondertekend door het Tweede Franse Keizerrijk en het keizerrijk Oostenrijk op 11 juli 1859 in Villafranca di Verona, in het Koninkrijk Lombardije-Venetië, en maakte een einde aan de Tweede Italiaanse Onafhankelijkheidsoorlog.
Sinds april 1859 vochten Franse en Sardijnse troepen samen tegen het Oostenrijkse leger. Na de Frans-Sardijnse overwinningen in de Slag bij Magenta (4 juni 1859) en de Slag bij Solferino (24 juni 1859) stelde de Franse keizer Napoleon III op 8 juli 1859 een wapenstilstand voor aan Oostenrijk, zonder medeweten van zijn bondgenoot Camillo Benso di Cavour, de eerste minister van Piëmont-Sardinië. Hoewel de Fransen meerdere militaire overwinningen hadden geboekt, leed het Franse leger grote verliezen onder zijn manschappen, met zelfs 40.000 doden en gewonden in de Slag bij Solferino alleen al. Napoleon III wilde daarom een verlenging van de oorlog tot de herfst of de winter vermijden. Bovendien keerde de Franse publieke opinie zich steeds feller tegen de oorlog. In het bijzonder keerden de katholieken, die het keizerlijke regime in Frankrijk tot dan toe hadden gesteund, zich nu tegen de oorlog, daar deze een existentiële bedreiging begon te vormen voor de Kerkelijke Staat onder gezag van de paus. Gelijktijdig groeide de anti-Franse gevoelens in Pruisen, die de Oostenrijkers steunden, en volgde een Pruisische mobilisatie van 40 000 manschappen aan de oevers van de Rijn.
Oostenrijk ging in op het voorstel tot wapenstilstand en op 11 juli 1859 volgde er in Villafranca di Verona een ontmoeting tussen keizer Napoleon III van Frankrijk en keizer Frans Jozef van Oostenrijk. Beide keizers kwamen tot een akkoord, waarbij Oostenrijk Lombardije zou afstaan aan Frankrijk, dat dit gebied volgens de afspraken van de Ontmoeting van Plombières van 1858 afstond aan Piëmont-Sardinië. Andere afspraken werden later nooit uitgevoerd, zoals de oprichting van een staat in Noord-Italië met paus Pius IX als staatshoofd.
De Sardijnse eerste minister Camillo Benso di Cavour werd niet geraadpleegd in deze vredesbesprekingen: koning Victor Emmanuel II onderhandelde immers persoonlijk met de Fransen en de Oostenrijkers. Uit onvrede met deze gang van zaken nam Cavour ontslag als eerste minister.
De principes waartoe werd besloten bij deze wapenstilstand werden later in het jaar 1859 uitgewerkt in het Verdrag van Zürich.